# 한미간 재정 및 재산에 관한 최초협정
한미간 재정 및 재산에 관한 최초협정(Initial Financial and Property Settlement between the Government of the United States of America and the Government of the Republic of Korea)은 대한민국과 미국 사이의 재정 및 재산에 관한 최초의 행정협정으로, 1948년 9월 11일 서명되었고(미국대사 무초, 대한민국대표 이범석·장택상), 9월 20일 효력이 발생하였다. 국회의 비준을 거쳐 1949년 1월 18일 공표되었다. 공식 명칭은 “재산에 관한 최초협정(財産에 關한 最初協定)”이다.

## 배경
1945년 12월 16일 개최된 모스크바 3상회의를 바탕으로 1945년 12월 28일 대한민국을 독립국가로 재건하는 내용의 모스크바 3상회의 의정서가 발표되고, 1948년 8월 15일 대한민국 정부가 수립됨에 따라 1948년 9월 11일 미군정의 재산과 부채를 한국정부에 이양하고, 한국정부가 미군정청 및 과도정부가 제정 시행한 모든 법률과 규칙을 승계하는 것을 주요 내용으로 하고 있다.

## 내용
대한민국 정부와 미국 정부는 대한민국 대통령이 재한국 미국육군사령관에게 발송한 1948년 8월 9일 통첩과 재 한국 미국육군사령관이 대한민국 대통령에게 발송한 1948년 8월 11일의 통첩에 따라 미국정부와 대한민국정부 간의 최초협정이 체결된 것으로 미국정부는 귀속재산에 대하여 미국이 가졌던 일체의 권리, 명의, 이권을 대한민국정부에 이양(제1조)하고, 미국정부는 본 협정 유효기일 전에 한국경제를 위하여 일본으로부터 수입한 일체 물자와 본 협정 유효기일 전에 일본으로 수출한 한국물자와의 차액에 관하여 청산을 완료(제2조)하며, 1945년 8월 9일 이후에 한국 내에서 독일, 독일인 회사협회 또는 기타 독일단체가 직접 간접으로 전체적 또는 부분적으로 소유, 관리하였던 재산을 대한민국 관할로 이전(제3조)하고, 재 조선 미 군정청이 현재 소유보관하고 있는 조선환금은행 주식을 당해 은행자산 채무와 함께 대한민국에 이전(제4조)하며, 대한민국정부는 재 조선 미 군정청이 법령 제33호에 의하여 귀속된 일본인 공유 또는 사유재산에 관하여 이미 실시한 처리를 승인 인준하고 미국정부에 의한 재산의 취득과 사용에 관한 보류 건을 제외하고는 현재까지 불하치 않은 귀속재산 및 부속재산의 대차 및 불하에 의한 순수입금의 소비되지 않은 금액 일체를 한국정부에 이전(제5조)하며, 미 군정청에서 처리하던 사항으로서 전시규정 하에 대한민국정부에 양도된 재산은 정당한 소유자가 적당한 시일 내에 반환을 청구하여 당해 소유자에게 반환할 때까지 대한민국정부가 관리보관(제6조)하고, 1945년 9월 9일부터 본 협정 조인일자까지 한국경제를 위하여 제공한 전력에 대하여 재 한국 소련당국에게 지불치 않은 채무를 상환하는데 협조(제7조)하며, 미국정부는 1945년 9월 9일부터 1948년 6월 30일까지 제공된 일체의 물자, 시설 등에 대해 공정한 대가를 지불하였고 대한민국정부는 본지불이 각각의 청구 권리에 대하여 완전 충족한 최종의 처분(제8조)이고, 대한민국정부는 미국정부가 한국경제에 제공한 재산의 공정한 가격을 별도로 규정한 방법에 따라 미국정부에 지불하되 2,500만불을 초과하지 않으며(제9조), 대한민국정부는 미국정부가 제공한 물자 등의 재수출 또는 전환을 허가하지 않고(제10조), 대한민국정부에 이양되는 시설의 행정적 관리는 30일 이내, 귀속재산의 행정적 관리는 90일 이내 이양(제13조)하며, 재 한국 미국육군이 한국에서 철수할 때까지 이미 체결된 일체의 협정을 존중(제14조)할 것을 협약하였다.

## 서문
1949년 1월 19일 관보에 소개된 국문 서문은 “대한민국정부 급(及) 미국정부는, 대한민국 대통령이 재한미국육군사령관에게 발송한 1948년 8월 9일의 통첩 급(及) 재한미국육군사령관이 대한민국 대통령에게 발송한 1948년 8월 11일의 통첩에 감(鑑)하여, 또는 대한민국 정부 급(及) 미국정부 간에, 재정 급 재산에 관한 최종협정의 체결을 요(要)함에 감하여, 하기 서명인은, 해(該) 목적으로 각자 정부가 부여한, 권한에 의하여, 좌와 같이 협정함”으로 밝히고 있다. 협정문은 전문 14조로 구성되어 있으며, 제1조에는 “미국정부는 좌기(左記) 재산에 대하여 미국이 보유하였던 일체의 권리, 명의 급(及) 이익을 자(玆)에 대한민국 정부에 이양”을 원칙으로 제시하고, 이와 관련한 재산의 범위와 준수 등에 대한 일반사항을 규정하였다.